# Телеханська сільська рада
Телеханська селищна́ ра́да (біл. Целяханскі сельсавет) — адміністративно-територіальна одиниця у складі Івацевицького району Берестейської області Білорусі. Адміністративний центр — смт Телехани.

## Історія
26 червня 2013 року до складу Телеханської сільської ради увійшли територія та населені пункти ліквідованої Вигонощанської сільської ради.

## Склад
Населені пункти, що підпорядковувалися селищній раді:
| Населений пункт    | Тип  | Населення, осіб (2009) |
| ------------------ | ---- | ---------------------- |
| Бобровичі          | село | 56                     |
| Вигонощі           | село | 627                    |
| Вулька-Телеханська | село | 751                    |
| Глинище            | село | 50                     |
| Гортоль            | село | 977                    |
| Краглевичі         | село | 229                    |
| Сомино             | село | 336                    |

## Населення
За переписом населення Білорусі 2009 року чисельність населення селищної ради становила 2343 особи.

### Національність
Розподіл населення за рідною національністю за даними перепису 2009 року:
| Національність                | Осіб | Відсоток |
| ----------------------------- | ---- | -------- |
| білоруси                      | 2308 | 98,51 %  |
| росіяни                       | 18   | 0,77 %   |
| українці                      | 8    | 0,34 %   |
| поляки                        | 3    | 0,13 %   |
| національність не повідомлена | 3    | 0,13 %   |
| національність не вказана     | 3    | 0,13 %   |
| Разом                         | 2343 | 100 %    |